# ヴァージン・グループ
ヴァージン・グループ（英語: Virgin Group）は、イギリスの多国籍企業並びにコングロマリットである。ナイトの爵位を持っているリチャード・ブランソン会長が主体となって企業を動かしている。

## 概要・沿革
2020年現在会長を務めるブランソンが1966年、16歳の時に「スチューデント」誌を立ち上げ第1号を1968年に発行したのが始まりである。3年後の1971年には、中古レコード通信販売会社「ヴァージン・メガストア」を創業した。
1984年、航空会社「ヴァージン・アトランティック航空」が設立される。2020年現在、同社はブリティッシュ・エアウェイズと並んで、イギリスの航空会社の中でも特に大きな規模を誇っている。
その後も、ヴァージン・グループは次々と新たな事業を拡大していった。鉄道会社、ラジオ局、インターネット、コーラ販売、携帯電話関連の事業などにも業態を拡大して、関連会社は40社以上、展開している国の数は22ヶ国以上にも及ぶ。
傘下の航空会社は、前述のヴァージン・アトランティック航空をはじめ、2001年にヴァージン・オーストラリア（オーストラリア）、2007年にヴァージン・アメリカ（アメリカ合衆国）を設立するなどしている。これら3社の航空会社が運航する航空機の合計機数は、2011年初頭の時点でおよそ150機に及んだ。
さらに、一般の観光客用の宇宙旅行プログラム実施を目指し、2004年に「ヴァージン・ギャラクティック」を設立している。2019年にニューヨーク証券取引所に上場し、宇宙旅行会社として世界で初めて株式公開し、約10億ドルの時価総額をつけた。
2020年、新型コロナウイルス感染症の世界的流行により経営難に陥る。ブランソンは所有する「ヴァージン・ギャラクティック」の株の売却や融資により立て直しを図ったが、「ヴァージン・アトランティック航空」と「ヴァージン・オーストラリア」は破産手続きに至った。
ヴァージン・グループは株式未公開の非公開会社（非上場会社）であるため、経営実態に関しては不詳な点も多い。

## 子会社及び投資
| 企業                                               | 持ち分 %                                        | ジャンル           |
| -------------------------------------------------- | ----------------------------------------------- | ------------------ |
| エアアジア X                                       | 16%                                             | 旅行               |
| Vフェスティバル                                    | 100%                                            | エンターテイメント |
| ヴァージン・アクティブ                             | 20%                                             | 健康               |
| ヴァージン・アメリカ（アラスカ航空に合併され消滅） | 25%                                             | 旅行               |
| ヴァージン・アトランティック航空                   | 51%                                             | 旅行               |
| ヴァージン・オーストラリア                         | 10%                                             | 旅行               |
| ヴァージン・ブックス                               | 10%                                             | 出版               |
| ヴァージン・ケア                                   | 100%                                            | 健康               |
| ヴァージン・クルーゼズ                             | 100%                                            | 旅行               |
| ヴァージン・コネクト                               | 100%                                            | メディア           |
| ヴァージン・メディア・O2                           | 50%（リバティ・グローバル、テレフォニカと合弁） | メディア           |
| ヴァージン・エクスペリエンスデイズ                 | 100%                                            | エンターテイメント |
| ヴァージン・ギャラクティック                       | 100%                                            | 旅行               |
| ヴァージン・グリーンファンド                       | 100%                                            | エネルギー         |
| ヴァージン・ヘルスバンク                           | 100%                                            | 健康               |
| ヴァージン・ヘルスマイルズ                         | 100%                                            | ビジネスサービス   |
| ヴァージン・ホリデイズ                             | 100%                                            | 旅行               |
| ヴァージン・ホテルズ                               | 100%                                            | ホスピタリティ     |
| ヴァージン・リミテッドエディション                 | 100%                                            | ホスピタリティ     |
| ヴァージン・リモバイク                             | 100%                                            | 旅行               |
| ヴァージン・レコード                               | EMIに買収される（1992年）                       | レコード会社       |
| ヴァージン・メガストアーズ                         | 100%                                            | リテール           |
| ヴァージン・モバイル                               | 100%                                            | 通信               |
| ヴァージン・オービット                             | 75%                                             | 宇宙               |
| ヴァージン・マネー                                 | 34%                                             | 金融               |
| ヴァージン・オーシャニック                         | 100%                                            | エンターテイメント |
| ヴァージン・レーシング                             | 100%                                            | エンターテイメント |
| ヴァージン・ラジオ                                 | 100%                                            | エンターテイメント |
| ヴァージン・ピュア                                 | （ストロース・グループと提携）                  | 食品               |
| ヴァージン・パルス                                 | 25%                                             | ビジネス・サービス |
| ヴァージン・ユナイト                               | 100%                                            | チャリティ         |
| ヴァージン・スタートアップ                         | 100%                                            | チャリティ         |
| ヴァージン・レール・グループ                       | 51%                                             | 旅行・鉄道         |
| ヴァージン・ハイパーループ                         |                                                 | 高速鉄道           |
| ヴァージン・バルーン・フライト                     | （AirXcite のライセンスによる）                 | 熱気球旅行         |
| ヴァージン・バケーションズ                         | 100%                                            | 旅行               |
| ヴァージン・ヴォヤージュ                           | 49%                                             | 旅行・クルーズ船   |
| ヴァージン・バウチャー                             | 100%                                            | リテール           |

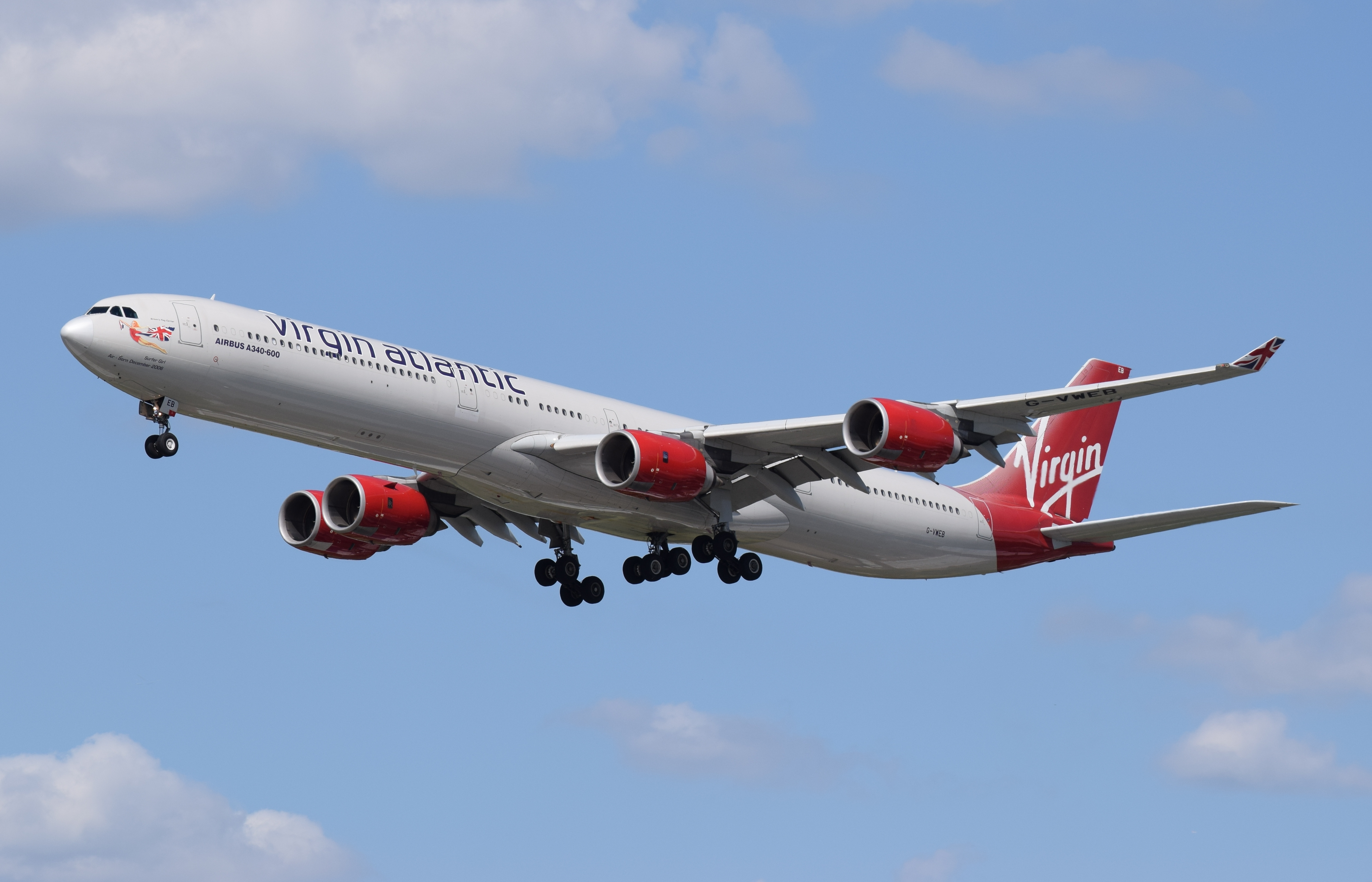
ヴァージン・アトランティック航空
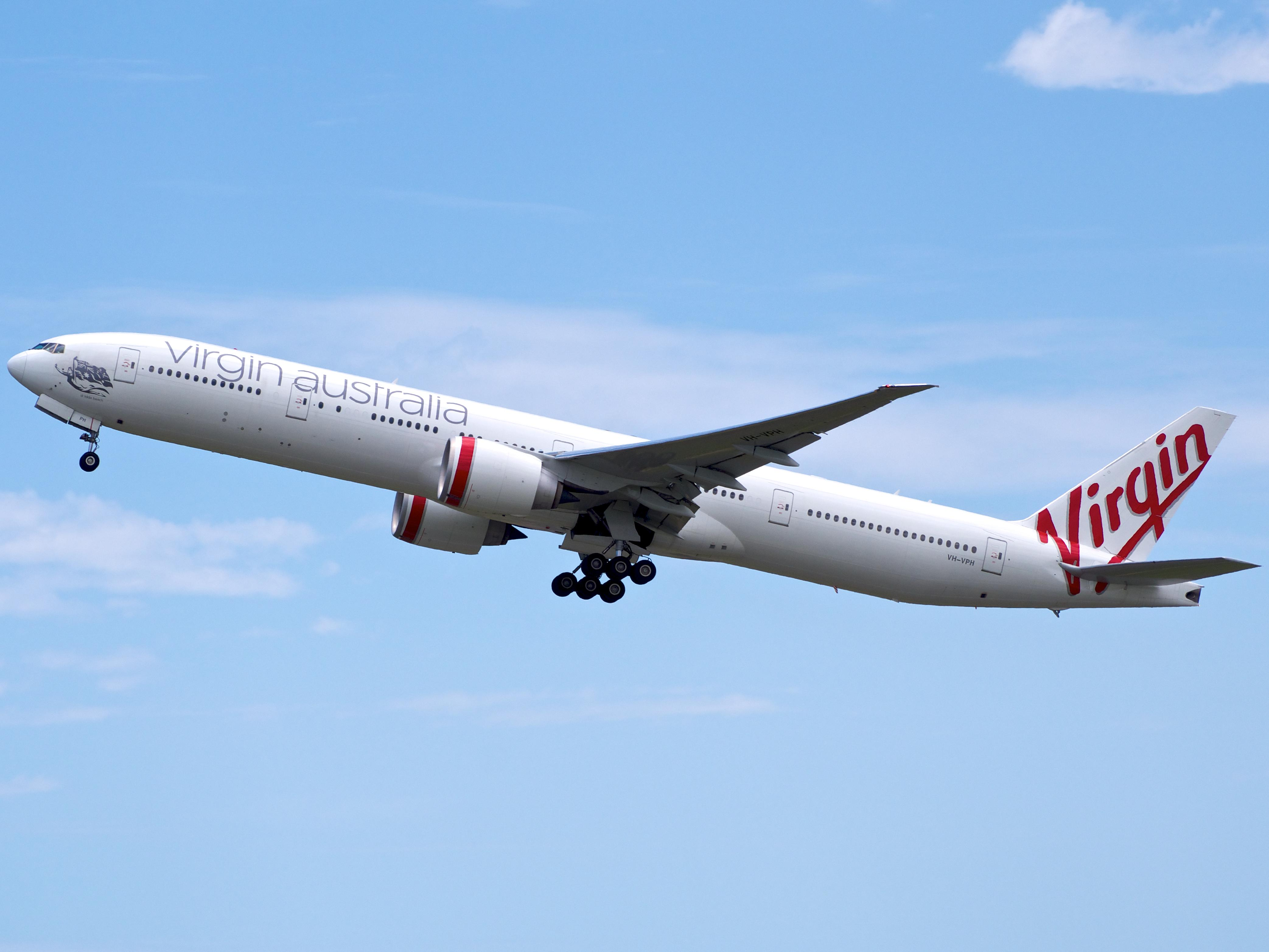
ヴァージン・オーストラリア